# Жить как никто другой
«Жить как никто другой» — четвёртый студийный альбом группы «Гран-КуражЪ», который вышел 18 сентября 2016 года.

## Об альбоме
Материал для альбома «Жить как никто другой» был записан ещё в 2015 году. Деньги на запись альбома были собраны благодаря краудфандинговой акции на сайте Planeta.ru. Первым синглом стал трек под названием «Мир бумажных королей». Песни «Огненный закат» и «Глоток воды»  были  написаны в соавторстве с российской поэтессой Маргаритой Пушкиной. Единственный полноформатный альбом, записанный с новым вокалистом - Евгением Колчиным.

## Список композиций
Вся музыка написана Михаилом Бугаевым, кроме отмеченных.
| №                   | Название                | Текст песни                               | Музыка              | Длительность |
| ------------------- | ----------------------- | ----------------------------------------- | ------------------- | ------------ |
| 1.                  | «Жить как никто другой» | М.Бугаев, М.Яшин, Е.Панченко              |                     | 5:03         |
| 2.                  | «Мир бумажных королей»  | М.Яшин                                    |                     | 4:23         |
| 3.                  | «Сказки тёмной души»    | Е.Колчин                                  |                     | 3:43         |
| 4.                  | «Огненный закат»        | М. Пушкина, М.Бугаев, В.Белов             | М.Бугаев, Е.Колчин  | 5:00         |
| 5.                  | «Да будет эта ночь»     | М.Бугаев                                  |                     | 4:02         |
| 6.                  | «Время побеждать»       | М.Бугаев                                  |                     | 3:53         |
| 7.                  | «Глоток воды»           | М. Пушкина                                |                     | 3:32         |
| 8.                  | «Наперекор штормам»     | М.Яшин, М.Бугаев                          |                     | 4:37         |
| 9.                  | «Снова вверх»           | М.Бугаев                                  |                     | 4:07         |
| 10.                 | «Это не игра (bonus)»   | М.Бугаев, Е.Крамаров, П.Алиев, Е.Игнатова |                     | 4:04         |
| 11.                 | «Если жив ещё (bonus)»  | М.Бугаев                                  |                     | 3:32         |
| Общая длительность: | Общая длительность:     | Общая длительность:                       | Общая длительность: | 45:35        |

## Участники записи

### ГруппаГран-КуражЪ
- Евгений Колчин — вокал
- Михаил Бугаев — гитара, клавишные
- Юрий Бобырёв — гитара, звукорежиссёр
- Павел Селеменев  — бас-гитара
- Алексей Путилин — ударные

### Дополнительная информация
- В записи альбома принимали участие: Даниил Оплачкин, Иван Изотов, Евгений Комаров, Александр Меренков.
- Звукорежиссёры — Александр Меренков, Юрий Бобырёв.
- Сведение, мастеринг — SonicPlant Studio
- Лейбл — Metalism Records